# Switlana Awtuchowa
Switlana Awtuchowa (ukrainisch Світлана Автухова; * 14. August 1954 in Kiew) ist eine ukrainische Schauspielerin und Synchronsprecherin.

## Leben
Switlana Awtuchowa wuchs in der ukrainischen Hauptstadt Kiew auf.
Sie steht seit 1980 als Schauspielerin vor der Kamera und wirkte bislang in einigen Filmen und Fernsehserien mit. Zudem ist sie als Synchronsprecherin für Animationsfilme und Zeichentrickfilme tätig.
Awtuchowa ist mit dem Schauspieler und Synchronsprecher Jewhen Malucha verheiratet.